# 澳門公共汽車

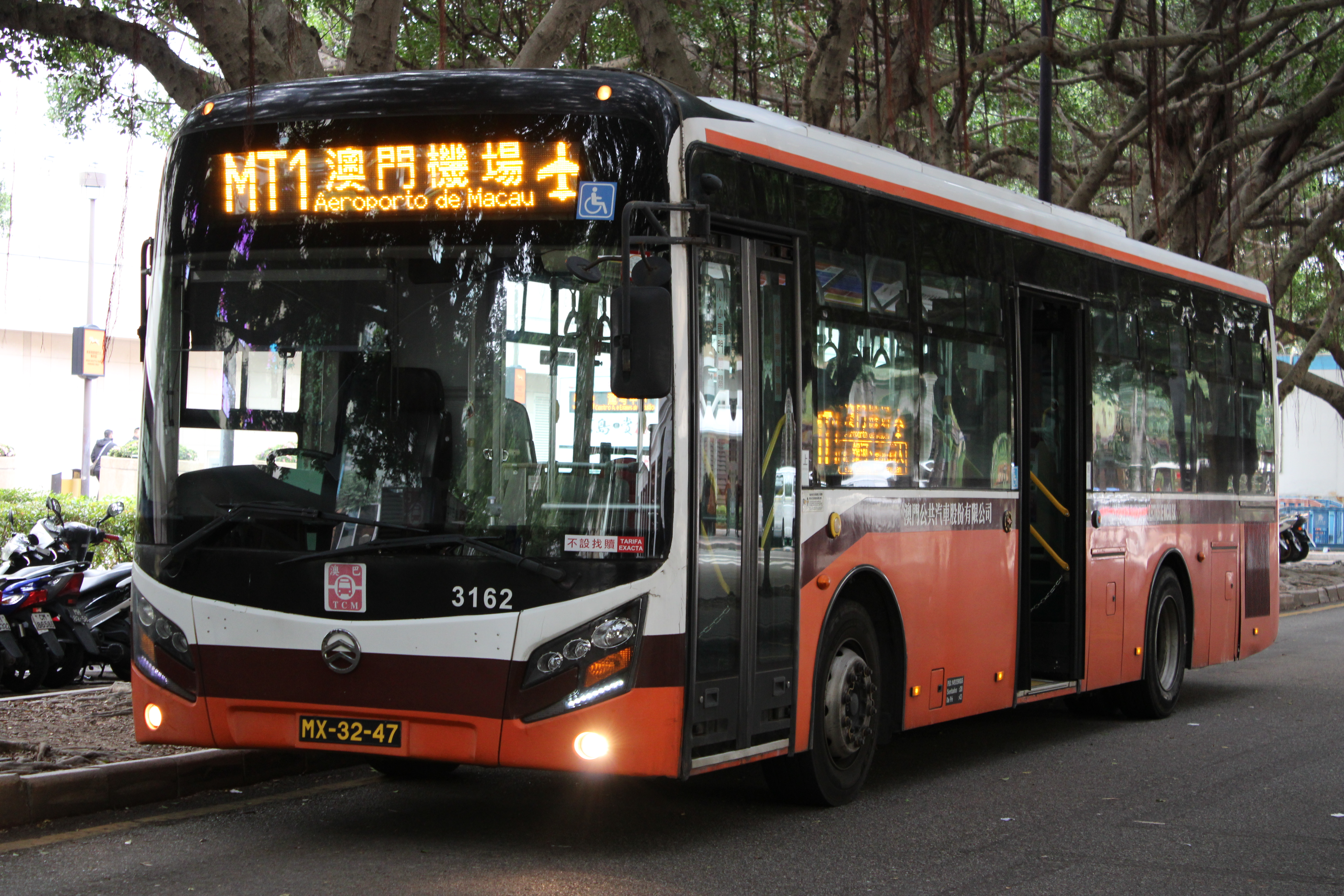

澳門公共汽車（ポルトガル語：Transportas Companhia de Macau, TCM 中国語：澳門公共汽車有限公司）は、マカオで公共バスを運営している会社。1950年代にマカオ半島とタイパ島やコロアン島などを結ぶフェリー会社として設立された。1974年にマカオ半島とタイパ島に架かる嘉楽庇総督大橋が完成し、フェリー事業からバス事業に転換した。